# In vitro oplodnja
In vitro oplodnja (engl. in vitro fertilisation - IVF)  postupak je kojim su jajne stanice oplođene spermijima izvan maternice, odnosno in vitro. To je jedan od najpoznatijih postupaka medicinski potpomognute oplodnje, kojih ima dvadesetak vrsta. Ovom postupku liječenja neplodnosti pribjegava se kada su ostale metode potpomognute oplodnje bezuspješne. Liječenje uključuje kontroliranje ovulacije hormonima, vađenje (punkcija) jajnih stanica iz jajnika žene i ostavljanje spermija da oplode jajnu stanicu u tekućem mediju. Oplođena jajna stanica (zigota) se tada vraća (transferira) u maternicu pacijentice s namjerom da se postigne trudnoća. Prva „beba iz epruvete“, Louise Brown, rodila se 1978. Već 1973. australski znanstvenici izvijestili su o nekoliko biokemijskih trudnoća, a 1976. Steptoe i Edwards izvijestili su o ektopičnoj trudnoći.
Pojam in vitro (lat. u staklu) koristi se jer su rani biološki eksperimenti kultiviranja tkiva izvan živućeg organizma od kojeg potječu, bili provođeni u staklenim posudama – čašama, epruvetama ili petrijevim zdjelicama. Danas se pojam in vitro koristi da označi biološku proceduru koja se odvija izvan organizma u kojem bi se normalno odvijala, da se razlikuje od in vivo procedure, gdje tkivo ostaje unutar živog organizma gdje se normalno nalazi. Kolokvijalni izraz za djecu začetu IVF-om, bebe iz epruvete, se odnosi na plastične cilindrične posudice koje se koriste u kemijskim i biološkim pokusima. Međutim, in vitro oplodnja se obično vrši u plitkim staklenim ili plastičnim posudicama koje se zovu petrijeve zdjelice. IVF postupak autologne endometrijalne kokulture se obično izvodi na organskom materijalu, no unatoč tome naziva se in vitro. IVF se primjenjuje kad roditelji imaju problema s neplodnošću (plodni parovi po hrvatskom zakonu ne mogu pristupiti ovim tehnikama).

## Indikacije
IVF se može primijeniti za liječenje neplodnosti kod žena koje imaju problema s jajovodima, čineći oplodnju in vivo malo vjerojatnom. Kod muške neplodnosti može pomoći, kad postoji problem s kvalitetom sperme (vidi spermiogram). Tada se može primijeniti i intraplazmična injekcija spermija (ICSI), gdje je spermij injektiran direktno u jajnu stanicu. Ova metoda se primjenjuje kad spermij teško može probiti zid jajne stanice. ICSI se također koristi kad je broj spermija vrlo nizak. Stopa uspjeha ICSI medotom jednaka je uspjehu IVF oplodnjom. 
Za uspješan IVF postupak, potrebno je imati zdrave jajne stanice, spermije koji su sposobni za oplodnju i maternicu koja može održati trudnoću. Za slučaj da žena ima anovulatorne cikluse ili da je prošla menopauzu, moguće je izvesti IVF postupak s doniranom jajnom stanicom, odnosno surogat majčinstvom. Isto tako u slučaju nedostatka spermija (azoospermija), postupka se može izvesti s doniranim spermijima. U Hrvatskoj i većini europskih država, surogat majčinstvo je zabranjeno, a žena koja se podvrgava postupku mora biti u dobi primjerenoj za rađanje.
IVF može biti proveden u kombinaciji s predimplantacijskom genetskom dijagnostikom kako bi se isključivala mogućnosti genetskih bolesti. 

## Stimulacija jajnika
Postupak tipično počinje treći dan menstruacije i sastoji se od režima hormonskih lijekova koji stimuliraju razvoj više od jednog folikula u jajnicima. U mnogih pacijenata koriste se injekcije gonadotropinima (obično molekule analogne hormonu FSH) pod pažljivim ultrazvučnim kontrolama. Takve kontrole često provjeravaju razinu estradiola u krvi i rast folikula ginekološkim ultrazvukom. Obično je potrebno oko 10 dana injekcija. Spontana ovulacija tokom ciklusa se sprečava korištenjem GnRH agonista koji počinju prije ili oko početka stimulacije, ili GnRH antagonista koji se koriste tokom zadnjih dana stimulacije; oba lijeka blokiraju prirodni iznenadni rast luteizirajućeg hormona (LH) i dozvoljavaju liječniku da započne proces ovulacije korištenjem lijekova, obično ljudskog korionskog gonadotropina („štoperica“).

## Punkcija (vađenje jajnih stanica)
Kad se procijeni da su folikuli dovoljno zreli, daje se ljudski korionski gonadotropin (hCG). Ovaj lijek djeluje kao analog luteneizirajućeg hormona (LH) i izaziva ovulaciju oko 42 sata nakon injekcije. Punkcija se vrši nešto prije toga da bi se jajne stanice dobile iz jajnika. Jajne stanice vade se iz pacijentice koristeći transvaginalnu tehniku i igla probuši zid vagine uz ultrazvučno vodstvo da bi pristupili jajnicima. Folikuli se aspiriraju kroz iglu, potom se folikularna tekućina ispituje u laboratoriju kako bi se identificirale jajne stanice. Može se dobiti do trideset jajnih stanica (u SAD-u je uobičajeno 10 do 30, u Europi je prosječni broj jajnih stanica daleko manji, oko 10). Procedura punkcije traje oko 20 minuta i obično se provodi uz analgetike i sredstva za smirenje ili općom anestezijom (anestezija nije uobičajena u Hrvatskoj). 

## Oplodnja
U laboratoriju se jajne stanice čiste od okolnih stanica i pripremaju za oplodnju. U međuvremenu, sjeme se priprema za oplodnju tako da se uklone neaktivne stanice i sjemena tekućina. Ako je sjeme donorsko, pripremit će se za upotrebu prije zamrzavanja i karantene, pa će biti spremno neposredno nakon odmrzavanja. Spermiji i jajna stanica stave se zajedno u omjeru od oko 75 000 : 1 u kultivacijskom mediju oko 18 sati. U većini slučajeva, jajna stanica bit će tad oplođena i pokazat će dva pronukleusa (jezgre). U nekim slučajevima (mali broj spermija ili mala mobilnost), jedan jedini spermij bit će direktno injektiran u jajnu stanicu koristeći ICSI. Oplođena jajna stanica stavlja se u poseban medij gdje može rasti i ostavlja se oko 48 sati kad zametak obično ima 6 do 8 stanica. 
Kod intrafalopijskog transfera gameta (GIFT), jajne stanice se izvade iz žene i stave u jedan jajovod zajedno sa spermom muškarca, što omogućuje da do oplodnje dođe u ženskom tijelu. Dakle ova varijacija je zapravo in vivo, a ne in vitro oplodnja. Doduše, GIFT je kao postupak gotovo potpuno napušten.

## Kultura i selekcija
Laboratoriji su razvili metode ocjenjivanja kvalitete jajne stanice i zametka. Obično se zameci koji su razvili 6-8 stanica vraćaju 3 dana nakon punkcije. U nekim programima, zameci se dalje kultiviraju i transfer se radi u stadiju blastociste, oko pet dana nakon punkcije. Često se pribjegava ovoj metodi kada pacijenti imaju dovoljno zametaka dobre kvalitete treći dan. Transferom zametaka u stadiju blastociste postiže se veća stopa trudnoće.  U Hrvatskoj se rijetko čeka stadij blastociste, jer je zabranjena oplodnja više od 3 jajne stanice pa se najčešće prakticira transfer trodnevnog predembrija (Odlukom Hrvatskog Sabora 2009. uvedena je ova restrikcija pokušaja oplodnje svih jajnih stanica i to je izolirani slučaj u svijetu. Sličan zakon postojao je u Italiji, ali je pao na Ustavnom sudu). 
U zemljama u kojima je to dopušteno, prije transfera može se izvršiti predimplantacijska genetska dijagnostika (PGD).
Kultiviranje zametaka može se odvijati bilo u zamjenskom mediju ili u autolognoj endometrijskoj kokulturi (na tepihu stanica iz stijenke maternice žene). Kod zamjenskog medija jedna mogućnost je upotrijebiti isti medij kroz cijeli period. Druga mogućnost je upotrijebiti sekvencijalni postupak, u kojem se zametak naknadno stavlja u različite medije. Primjerice, kada se kultivira zametak do stadija blastociste, jedan medij može se koristiti za kultiviranje do trećeg dana, a drugi medij za kultiviranje nakon toga. Jedinstven ili sekvencijalni medij je jednako učinkovit u kultiviranju zametaka do stadija blastociste.

## Prijenos zametka
Embriolog ocjenjuje zametak po broju stanica, parnosti stanica i stupnju fragmentacija. Broj zametaka koji će se transferirati ovisi o broju dostupnih zametaka, dobi žene i drugim medicinskim i dijagnostičkim faktorima, a najčešće se prenosi 1 do 3 zametka.  Zameci koji se ocijene kao najbolji se vrate u maternicu žene kroz tanak plastičan katerer koji prolazi kroz vaginu i cerviks. Nekoliko zametaka se može vratiti da se poboljšaju šanse za implantaciju i trudnoću. Zbog minimiranja rizika višeplodnih trudnoća, Europsko udruženje za humanu reprodukciju i embriologiju (engl. European Society of Human Reproduction and Embryology, ESHRE) preporuča prijenos jednog zametka (engl. single embrio transfer, SET), a višak kvalitetnih embrija se može zamrznuti. U Hrvatskoj je od 2009. zamrzavanje zametaka zabranjeno.

## Stope trudnoće
Stopa trudnoće IVF-a je udio postupaka koji će dovesti do trudnoće. Statistike koje se odnose na trudnoću mogu se odnositi na pozitivan test trudnoće, a ne neophodno na „kliničku“ trudnoću, koja se definira kao ona gdje su zabilježeni srčani otkucaji ploda. Trudnoće koje su iznijete do kraja i završe rođenjem živog djeteta daju stopu živog poroda. Sve češće se čini razlika između jednoplodne i višeplodnih trudnoća, jer se višeplodne trudnoće, a posebno trojke ili više, trebaju izbjegavati zbog rizika za majku i djecu.
Posljednjih godina napredak tehnologije značajno pridonosi rastu stope trudnoće. Ona iznosi oko 35 %. Francuska studija je procijenila da 66 % pacijenata koji kreću u IVF postupke na kraju i uspije imati dijete (40 % tokom liječenja i 26 % nakon kraja liječenja).

## Učinak stresa
U švedskoj studiji 2005., 166 žena su promatrane mjesec dana prije IVF postupka. Rezultati nisu pokazali nikakvu značajnu razliku između psihološkog stresa i ishoda IVF-a. Studija je zaključila s preporukom klinikama da je moguće smanjiti stres koji IVF pacijenti osjećaju kroz liječenje informiranjem o ovim zaključcima. Dok psihološki stres koji se osjeća tokom postupka neće utjecati na ishod IVF-a, moguće je da IVF (pogotovo neuspješan) vodi stresu i može dovesti do depresije. Već samo financijske posljedice mogu biti previše i mogu utjecati na anksioznost. Međutim, za mnoge parove alternativa je neplodnost, a iskustvo same neplodnosti također može proizvesti ogroman stres i depresiju. 

## Stopa živog poroda
Stopa živog poroda je udio svih IVF postupaka koji će dovesti do živog poroda, odnosno stopa trudnoće uz korekciju zbog spontanih pobačaja i mrtvorođenja. Ovaj postotak vrijedi za sve uspješne trudnoće, bez obzira na broj rođene djece (višeplodne trudnoće su češće u IVF postupcima). 
Neke klinike su bile uspješnije od prosjeka, ali je nemoguće utvrditi da li je to zbog bolje tehnike ili selekcije pacijenata, jer je moguće povećati stopu uspjeha tako da se odbija liječenje najtežih slučajeva. 
Kad se IVF pokušava više puta uzastopce, govori se o kumulativnoj stopi živog poroda. Ovisno o grupi pacijenata, jedna studija izvijestila je o stopi od 43 % do 53 % za tri pokušaja, i 51 % do 71 % za šest pokušaja.

## Komplikacije
Najveća problem IVF-a je rizik višeplodnih trudnoća. Ovo je direktno povezano s praksom transfera više zametaka. Višeplodne trudnoće su povezane s povećanim rizikom gubitka trudnoće, komplikacija na porodu, prijevremenog poroda i neonatalnog morbiditeta s potencijalom dugotrajne štete. Stroga ograničenja na broj zametaka koji mogu biti transferirani uvedena su u nekim zemljama (npr. Engleskoj) da se smanji rizik trojki ili više, ali se ne provode i ne prihvaćaju svugdje. Moguće je spontano dijeljenje zametaka u maternici nakon transfera. Ipak to se događa vrlo rijetko, a rezultira jednojajčanim blizancima. Dvostruko slijepa randomizirana studija pratila je IVF trudnoće koje su dale 73 novorođenčadi (33 dječaka i 40 djevojčica). 8,7 % djece iz jednoplodnih trudnoća i 54,2 % blizanaca imala su porođajnu težinu manju od 2500 g. Međutim zadnje studije sugeriraju da IVF djeca iz jednoplodnih trudnoća imaju povećani rizik od male porođajne težine zbog nepoznatih razloga.
Drugi rizik stimulacije jajnika je razvoj sindroma hiperstimulacije jajnika, posebno ako je hCG korišten za „štopericu“. 
Ako je neplodnost uzrokovana poremećajima u spermatogenezi, moguće je da muški potomci također imaju povećani rizik poremećaja sa spermijima, ali je prerano da bi se to sa sigurnošću znalo. 
Ponašanje i društveno-emotivno funkcioniranje IVF djece je sveukupno normalno, po studijama provedenim na IVF djeci starosti 9 – 18 godina.

## Urođene mane
Pitanje urođenih mana je kontroverzna tema u IVF-u. Mnoge studije ne pokazuju značajna povećanja kod djece začete uz pomoć IVF-a, dok druge to ne podržavaju. Godine 2008., analiza podataka Nacionalne studije urođenih mana u SAD-u našla je da su neke urođene mane značajno češće kod novorođenčadi začete IVF-om, i to septalne srčane mane, zečja usna, atrezija grla ili rektuma. Mehanizam uzroka nije jasan.

## Krioprezervacija
Prvo dijete iz zamrznutog ljudskog zametka rođeno je 1984. Od tada do 2008. procjenjuje se da je između 350 000 i pola milijuna djece rođeno iz zametaka zamrznutih kontroliranim zamrzavanjem u tekućem dušiku. K tome, nekoliko stotina djece je rođeno iz zamrznutih jajnih stanica, ali je teško doći do točnih podataka. 
O sigurnosti zamrzavanja zametaka, ESHRE studija iz 2008. izvijestila je da djeca rođena iz zamrznutih zametaka su „bolje i imala su veću porođajnu težinu“ nego djeca rođena iz svježeg transfera. Studija je provedena u Kopenhagenu i procijenila je djecu rođenu u periodu između 1995-2006. 1267 djece rođene nakon vraćanja odmrznutih zametaka su kategorizirana u tri grupe. 878 su rođena iz zametaka stvorenih normalnom oplodnjom kad se spermiji i jajne stanice stave zajedno u posudicu, ali spermiji moraju sami probiti zid jajne stanice. 310 djece je rođeno iz zamrznutih zametaka stvorenih ICSI-jem u kojem se jedan spermij injektira u jajnu stanicu, i 79 djece je rođeno iz zametaka gdje nije bilo poznato da li su stvoreni običnim IVF-om ili ICSI-jem. 
17 867 djece rođene nakon svježeg IVF/ICSI postupka su korišteni kao kontrolna grupa. Zabilježeni su podaci o urođenim manama, porođajnoj težini i dužini trudnoće. Rezultati studije pokazali su da su djeca iz zamrznutih zametaka imala veću porođajnu težinu, duže trudnoće i manje prijevremenih poroda. Nije bilo razlike u urođenim manama bilo da su djeca potjecala iz zamrznutih ili svježih zametaka. U grupi zamrznutih ciklusa stopa urođenih mana bila je 7,7 % u usporedbi s grupom iz svježih postupaka koja je bila nešto veća 8.8 %. Znanstvenici su pronašli da je rizik višeplodnih trudnoća povećan u transferima svježih zametaka. 
Oko 11,7 % ICSI i 14,2 % IVF zamrznutih zametaka su bile višeplodne trudnoće. Kod svježih zametaka, 24,8 % ICSI i 27,3 % IVF-a su bile višeplodne trudnoće. Treba također primijetiti da je dob majke bila značajno veća u grupi zamrznutih zametaka. Ovo je važno jer bi se zbog dobi očekivala veća stopa problema i urođenih mana. Studija podržava tezu da je tradicionalni način zamrzavanja sigurna procedura. Nije jasno doduše zašto su djeca iz zamrznutih zametaka bila u boljem stanju od djece iz svježih postupaka. 
Ako ima preostalih zametaka, pacijenti mogu zamrznuti zametke koji nisu transferirani. Ti zameci se sporo zamrznu u tekućem dušiku i mogu biti čuvani dugo vremena. Pacijenti koji ne zatrudne sa svježim embrijima mogu na ovaj način zatrudniti koristeći zamrznute zametke bez da moraju proći kroz ponovnu hormonsku stimulaciju. Odnosno, u slučaju trudnoće iz svježeg ciklusa, roditelji mogu pokušati realizirati još jednu trudnoću. 

## Zamrzavanje jajnih stanica
Zamrzavanje neoplođenih jajnih stanica uglavnom se provodi, kod žena koje mogu izgubiti funkciju jajnika, primjerice zbog kemoterapije. Od 2009. se u Hrvatskoj prakticira zamrzavanje jajnih stanica kao standardna metoda liječenja svih parova u onim klinikama koje imaju uvjete za to. U ostalim se zemljama još uvijek smatra eksperimentalnom metodom.

## Unutarnje poveznice
- Medicinski potpomognuta oplodnja
- Umjetna oplodnja
- Neplodnost
- Katolički pogled na umjetnu oplodnju

## Izovri
1. ↑  Papanikolaou EG, Camus M, Kolibianakis EM, Van Landuyt L, Van Steirteghem A, Devroey P. 2006. In Vitro Fertilization with Single Blastocyst-Stage versus Single Cleavage-Stage Embryos. N Engl J Med. 354 (11): 1139. doi:10.1056/NEJMoa053524. PMID 16540614CS1 održavanje: više imena: authors list (link)
2. ↑  Santiago Munne  Arhivirana inačica izvorne stranice od 2. siječnja 2014. (Wayback Machine), INCIID – accessed July 18, 2009
3. ↑  Single or sequential medium are equally effective for the culture of human embryos to the blastocyst stage: a pilot study D.T. Schneidera, S. Verza Jr.a and S.C. Estevesa. Fertility and Sterility, Volume 92, Issue 3, Supplement 1, September 2009, Pages S231-S232
4. ↑  L. Schmidt, B.E. Holstein, U. Christensen, J. Boivin. Communication and coping as predictors of fertility problem stress: cohort study of 816 participants who did not achieve a delivery after 12 months of fertility treatment. Hum Reprod 2005; 20: 3248–56.
5. ↑  Study: Sixth Time May Be Charm For In Vitro by Patti Neighmond. Day to Day, National Public Radio. 21 Jan 2009.
6. ↑  Olivennes F, Mannaerts B, Struijs M, Bonduelle M, Devroey P. 2001. Perinatal outcome of pregnancy after GnRH antagonist (ganirelix) treatment during ovarian stimulation for conventional IVF or ICSI: a preliminary report. Hum. Reprod. 16 (8): 1588–91. doi:10.1093/humrep/16.8.1588. PMID 11473947CS1 održavanje: više imena: authors list (link)
7. ↑  Wagenaar K, van Weissenbruch MM, Knol DL, Cohen-Kettenis PT, Delemarre-van de Waal HA, Huisman J. Listopad 2008. Behavior and socioemotional functioning in 9-18-year-old children born after in vitro fertilization. Fertil. Steril. 92 (6): 1907–14. doi:10.1016/j.fertnstert.2008.09.026. PMID 18973886CS1 održavanje: više imena: authors list (link)
8. ↑  Reefhuis J, Honein MA, Schieve LA, Correa A, Hobbs CA, Rasmussen SA. Veljača 2009. Assisted reproductive technology and major structural birth defects in the United States. Hum. Reprod. 24 (2): 360–6. doi:10.1093/humrep/den387. PMID 19010807CS1 održavanje: više imena: authors list (link)

## Vanjske poveznice
- Medicinski potpomognuta oplodnja

|  | Molimo pročitajte upozorenje o korištenju medicinskih informacija. Ne provodite liječenje bez savjetovanja s liječnikom! |